# (36470) 2000 QV24
2000 QV24 (asteroide 36470) é um asteroide da cintura principal. Possui uma excentricidade de 0.15318300 e uma inclinação de 5.21109º.
Este asteroide foi descoberto no dia 25 de agosto de 2000 por LINEAR em Socorro.